# Iuri Kuzúbov
Iuri Oleksàndrovitx Kuzúbov (en ucraïnès: Ю́рій Олекса́ндрович Кузу́бов; nascut el 26 de gener de 1990 a Sitxovka, óblast de Smolensk, Rússia) és un jugador d'escacs ucraïnès d'origen rus, que té el títol de Gran Mestre Internacional des de 2004. És un dels GMs més joves de la història dels escacs, ja que va completar la seva darrera norma de GM als 14 anys, 7 mesos, i 12 dies.
A la llista d'Elo de la FIDE del setembre de 2022, hi tenia un Elo de 2627 punts, cosa que en feia el jugador número 10 (en actiu) d'Ucraïna, i el 137è millor jugador del món. El seu màxim Elo va ser de 2681 punts, a la llista de desembre de 2014.
|  |

## Resultats destacats en competició
El 2004 fou campió d'Ucraïna sub-14, i fou segon al campionat del món Sub-14 a Heraklio (el campió fou Ildar Khairul·lin). L'octubre de 2007 fou quart al fort obert de Calvià (el campió fou Viktor Mihalevski).
Empatà als llocs 3r–6è amb David Berczes, Ievgueni Gléizerov i Pia Cramling a la Rilton Cup 2008/2009. El setembre de 2009 va guanyar el torneig The SPICE Cup, de Categoria XVI disputat a Lubbock (Texas) i organitzat per la Universitat de Texas Tech i el Susan Polgar Institute for Chess Excellence (SPICE), empatat als llocs 1r-3r amb Dmitri Andreikin i Rauf Məmmədov.
El 2011, empatà als llocs 1r-5è amb Oleksandr Aresxenko, Parimarjan Negi, Markus Ragger i Ni Hua en la 9a edició del Parsvnath Open i empatà als llocs 1r-6è amb Ivan Sokolov, Vladímir Baklan, Kamil Miton, Jon Ludvig Hammer i Il·lià Níjnik a l'MP Reykjavík Open.
L'agost del 2014 fou campió del Festival d'escacs d'Abu Dhabi amb 7 punts de 9, els mateixos punts que Tigran L. Petrossian però amb millor desempat. El 2014 va ser campió d'Ucraïna amb 7½ punts d'11 partides, superant en el desempat al GM Pavlò Eliànov.
El juliol de 2016 fou tercer en el XXXVIè Obert Vila de Benasc amb 8 punts de 10 partides, els mateixos punts que Eduardo Iturrizaga, Karen Movsziszian i Deivy Vera Sigueñas però amb millor desempat (el campió fou Krishnan Sasikiran).

## Partides notables
A la partida següent, jugada al 73è Campionat d'Ucraïna el 2004, Kuzúbov, amb negres, guanya el també Gran Mestre ucraïnès i membre de l'elit mundial Serguei Kariakin, qui és el més jove GM de la història.
1. e4 c5 2. Nf3 Nc6 3. d4 cxd4 4. Nxd4 Nf6 5. Nc3 e5 6. Ndb5 d6 7. Bg5 a6 8. Na3 b5 9. Bxf6 gxf6 10. Nd5 f5 11. Bd3 Be6 12. c3 Bg7 13. Nxb5 axb5 14. Bxb5 Bd7 15. exf5 O-O 16. O-O Rb8 17. a4 Re8 18. Qf3 e4 19. Qg3 Kh8 20. Qxd6 Be5 21. Qc5 Rc8 22. Qe3 Bxf5 23. Rad1 Re6 24. g3 Rd6 25. c4 Bxb2 26. Rd2 Bg7 27. f3 exf3 28. Qxf3 Bg6 29. Qf4 Ne5 30. Re2 Re6 31. Rfe1 Nd3 32. Rxe6 fxe6 0-1